# PLEDIS娛樂
PLEDIS娛樂（韓語：플레디스 엔터테인먼트，中文：星燦盛世文化傳媒）是一間韓國經紀娛樂公司，2007年於韓國成立，2020年成為HYBE旗下子公司，目前旗下藝人包括SEVENTEEN、黃旼炫、BUMZU、TWS。

## 歷史
2007年，由韓聖壽在與嘉熙、孫淡妃的合作下於韓國成立。
2007年7月7日，SOLO歌手及演員孫淡妃正式出道。
2009年1月17日，旗下第一組女團After School正式出道。
2010年7月5日，PLEDIS娛樂以股份公司形式成立。
2012年3月15日，旗下第一組男團NU'EST正式出道。
2012年5月10日，PLEDIS與Fantagio娛樂共同合作設立Tricell Media，並推出旗下第二組女團Hello Venus正式出道。
2013年11月6日，PLEDIS與樂華娛樂共同宣布，雙方將在音樂領域進行全方位的合作。
2014年7月31日，PLEDIS宣布與Fantagio娛樂透過Tricell  Media共同經營Hello Venus的企劃已結束，雙方公司協議終止此項計劃，PLEDIS的所屬成員柳娥羅與慎胤祖也因此退出組合。
2015年5月26日，旗下第二組男團SEVENTEEN正式出道。
2017年3月21日，旗下第三組女團PRISTIN正式出道。
2018年9月21日，與CJ E&M合資成立公司Off The Record娛樂，正式接管IZ*ONE和fromis 9的一切活动。
2018年11月，在中國成立分公司星燦盛世。
2019年5月24日，旗下第三組女子團體PRISTIN宣布解散。
2020年5月25日，Big Hit娛樂 (現HYBE)宣佈收購PLEDIS Entertainment，同年10月18日，韓國公平交易委員會批准Big Hit娛樂的收購，並成為公司最大股東。
2021年8月16日，女子團體fromis 9正式由公司負責管理，成為旗下第四組女團。
2022年3月14日，旗下首組男團NU'EST正式解散，成員ARON、JR、REN決定不續約，而白虎、旼炫與公司續約。
2024年1月22日，旗下第三組男团TWS正式出道。
2024年11月29日，宣布旗下第四組女子團體fromis 9與公司合約將於同年12月31日到期，經過討論後決定不續約。

## 旗下藝人

### Solo
- BUMZU（朝鲜语：계범주）
- 旼炫

### 團體
- SEVENTEEN
- TWS

## 已離開公司藝人
| - 孫淡妃（2007－2015） - 韓東根（2014－2019） - After School - 小英（2009） - Bekah（2009－2011） - 珠妍（2009－2014） - 嘉熙（2009－2015） - 正雅（2009－2016） - U-IE（2009－2017） - Lizzy（2010－2018） - 佳恩（2012－2019） - Raina（2009－2019） - E-Young（2010－2020） - Nana（2009－2024） | - Hello Venus（2012－2014） - 娥羅、胤祖（2012－2014） - PRISTIN（2017－2019） - 娜榮、Roa、Yuha、銀雨、Rena、施妍、Kyla、周潔瓊（2017－2019） - Yehana、成娫（2017－2024） - NU'EST（2012－2022） - ARON、JR、REN（2012－2022） - 白虎（2012－2025） - fromis 9 - 張圭悧（2021－2022） - 李賽綸、宋河英、朴池原、盧知宣、李瑞淵、李彩煐、李娜炅、白知憲（2021－2024） |

## 昔日練習生
| 團體 - 吕焕雄（ONEUS） - 朴世殷、HUNTER（xikers） - 洪成旻（FANTASY BOYS） 演員／歌手 - 張道允（SEVENTEEN預備成員、演員） - Samuel（SEVENTEEN預備成員、前1PUNCH、《PRODUCE 101 第二季》、SOLO歌手） 其他 - Yu Sang (pledis boy) - 丁俟江（前The EastLight.） - Aaron Bell - 申東振 - 姚明明（SEVENTEEN預備成員、前UNINE） - 簡志恩（AHOF、《Universe League》） | 團體 - 恩熙（宇宙少女） - 許允真（LE SSERAFIM） - Leia（BLACKSWAN） 演員／歌手 - 妍雨（前MOMOLAND） 其他 - 妮可・伊 （Hello Venus預備成員） - 金景珉（After School預備成員） - 林孝宣（前H.U.B） - 許讚美（少女時代預備成員、前男女共學、F-VE DOLLS、《PRODUCE 101》、《MIXNINE》） |